# Guruguru Curtain
„Guruguru Curtain” (jap. ぐるぐるカーテン Guruguru Kāten) – debiutancki singel japońskiego zespołu Nogizaka46, wydany w Japonii 22 lutego 2012 roku przez N46Div..
Singel został wydany w czterech edycjach: regularnej (CD) i trzech CD+DVD (Type-A, Type-B, Type-C). Osiągnął 2 pozycję w rankingu Oricon i pozostał na liście przez 34 tygodnie, sprzedał się w nakładzie 214 373 egzemplarzy i zdobył status platynowej płyty.

## Lista utworów
Wszystkie utwory zostały napisane przez Yasushiego Akimoto.

### Type-A
| CD | CD                                                          | CD               | CD             | CD      |
| Nr | Tytuł utworu                                                | Kompozycja       | Aranżacja      | Długość |
| -- | ----------------------------------------------------------- | ---------------- | -------------- | ------- |
| 1. | „Guruguru Curtain” (jap. ぐるぐるカーテン)                  | Katsuhiko Kurosu | Atsushi Yuasa  | 4:05    |
| 2. | „Hidarimune no yūki” (jap. 左胸の勇気)                      | Yoshifumi Kōchi  | Hiroshi Sasaki | 4:55    |
| 3. | „Nogizaka no uta” (jap. 乃木坂の詩)                         | Kōji Ide         | Kōji Ide       | 4:32    |
| 4. | „Guruguru Curtain” (jap. ぐるぐるカーテン) (off vocal ver.) | Katsuhiko Kurosu | Atsushi Yuasa  | 4:05    |
| 5. | „Hidarimune no yūki” (jap. 左胸の勇気) (off vocal ver.)     | Yoshifumi Kōchi  | Hiroshi Sasaki | 4:55    |
| 6. | „Nogizaka no uta” (jap. 乃木坂の詩) (off vocal ver.)        | Kōji Ide         | Kōji Ide       | 4:30    |

| DVD | DVD                                                                    | DVD     |
| Nr  | Tytuł utworu                                                           | Długość |
| --- | ---------------------------------------------------------------------- | ------- |
| 1.  | „Guruguru Curtain -MUSIC VIDEO-” (jap. ぐるぐるカーテン -MUSIC VIDEO-) | 4:14    |
| 2.  | „Nogizaka no uta -MUSIC VIDEO-” (jap. 乃木坂の詩 -MUSIC VIDEO-)        | 4:59    |
| 3.  | „Ikoma Rina x Tsutsumi Yukihiko” (jap. 生駒里奈×堤幸彦)                | 5:00    |
| 4.  | „Itō Nene x Katsuo” (jap. 伊藤寧々×カツヲ)                             | 2:36    |
| 5.  | „Inoue Sayuri x Asahi Eri” (jap. 井上小百合×朝日恵里)                  | 5:00    |
| 6.  | „Iwase Yumiko x Kumasaka Izuru” (jap. 岩瀬佑美子×熊坂出)               | 5:36    |
| 7.  | „Takayama Kazumi x Ichii Masahide” (jap. 高山一実×市井昌秀)            | 5:25    |
| 8.  | „Nakamoto Himeka x Yamamoto Wataru” (jap. 中元日芽香×山本ワタル)       | 3:47    |
| 9.  | „Nagashima Seira x Harima Jun'ichi” (jap. 永島聖羅×張間純一)           | 5:01    |
| 10. | „Hatanaka Seira x Ishii Takahide” (jap. 畠中清羅×石井貴英)             | 3:30    |
| 11. | „Miyazawa Seira x Kimura Hisashi” (jap. 宮澤成良×木村ひさし)           | 4:56    |
| 12. | „Yamato Rina x Satō Tetsuya” (jap. 大和里菜×佐藤徹也)                  | 4:57    |
| 13. | „Wada Maaya x Fujiwara Tomoyuki” (jap. 和田まあや×藤原知之)            | 4:55    |

### Type-B
| CD | CD                                                                        | CD                 | CD             | CD      |
| Nr | Tytuł utworu                                                              | Kompozycja         | Aranżacja      | Długość |
| -- | ------------------------------------------------------------------------- | ------------------ | -------------- | ------- |
| 1. | „Guruguru Curtain” (jap. ぐるぐるカーテン)                                | Katsuhiko Kurosu   | Atsushi Yuasa  | 4:05    |
| 2. | „Hidarimune no yūki” (jap. 左胸の勇気)                                    | Yoshifumi Kōchi    | Hiroshi Sasaki | 4:55    |
| 3. | „Aitakatta kamoshirenai” (jap. 会いたかったかもしれない)                  | BOUNCEBACK, MIKOTO | Yūichi Nonaka  | 3:49    |
| 4. | „Guruguru Curtain” (jap. ぐるぐるカーテン) (off vocal ver.)               | Katsuhiko Kurosu   | Atsushi Yuasa  | 4:05    |
| 5. | „Hidarimune no yūki” (jap. 左胸の勇気) (off vocal ver.)                   | Yoshifumi Kōchi    | Hiroshi Sasaki | 4:55    |
| 6. | „Aitakatta kamoshirenai” (jap. 会いたかったかもしれない) (off vocal ver.) | BOUNCEBACK, MIKOTO | Yūichi Nonaka  | 3:49    |

| DVD | DVD | DVD     |
| Nr  | Tytuł utworu | Długość |
| --- | --- | ------- |
| 1.  | „Guruguru Curtain -MUSIC VIDEO-” (jap. ぐるぐるカーテン -MUSIC VIDEO-)                                                       | 4:14    |
| 2.  | „Aitakatta kamoshirenai -MUSIC VIDEO-” (jap. 会いたかったかもしれない -MUSIC VIDEO-)                                         | 4:53    |
| 3.  | „Aitakatta kamoshirenai (original cut ver.) -MUSIC VIDEO-” (jap. 会いたかったかもしれない（original cut ver.）-MUSIC VIDEO-) | 4:32    |
| 4.  | „Ikoma Rina x Tsutsumi Yukihiko” (jap. 生駒里奈×堤幸彦)                                                                      | 5:00    |
| 5.  | „Etō Misa x Kondō Keiji” (jap. 衛藤美彩×近藤啓二)                                                                            | 5:23    |
| 6.  | „Kashiwa Yukina x Osabe Yōhei” (jap. 柏幸奈×長部洋平)                                                                        | 1:52    |
| 7.  | „Kawago Hina x Yamada Atsuhiro” (jap. 川後陽菜×山田篤宏)                                                                     | 3:12    |
| 8.  | „Kawamura Mahiro x Okagawa Tarō” (jap. 川村真洋×岡川太郎)                                                                    | 3:15    |
| 9.  | „Saitō Asuka x Flash Harry” (jap. 齋藤飛鳥×フラッシュハリー)                                                                 | 1:37    |
| 10. | „Saitō Chiharu x Sakae Ryōta” (jap. 斎藤ちはる×榮良太)                                                                       | 5:01    |
| 11. | „Nishino Nanase x Ōrai Yū, Torisu Tomoyuki” (jap. 西野七瀬×大来優・鳥巣智行)                                                 | 2:11    |
| 12. | „Hashimoto Nanami x Miki Satoshi” (jap. 橋本奈々未×三木聡)                                                                   | 2:46    |
| 13. | „Fukagawa Mai x Nakamura Taikō” (jap. 深川麻衣×中村太洸)                                                                     | 5:13    |
| 14. | „Matsumura Sayuri x Hagiwara Kentarō” (jap. 松村沙友理×萩原健太郎)                                                           | 2:54    |
| 15. | „Wakatsuki Yumi x Kanamori Takahiro” (jap. 若月佑美×金森孝宏)                                                                | 4:40    |

### Type-C
| CD | CD                                                             | CD               | CD               | CD      |
| Nr | Tytuł utworu                                                   | Kompozycja       | Aranżacja        | Długość |
| -- | -------------------------------------------------------------- | ---------------- | ---------------- | ------- |
| 1. | „Guruguru Curtain” (jap. ぐるぐるカーテン)                     | Katsuhiko Kurosu | Atsushi Yuasa    | 4:05    |
| 2. | „Hidarimune no yūki” (jap. 左胸の勇気)                         | Yoshifumi Kōchi  | Hiroshi Sasaki   | 4:55    |
| 3. | „Ushinaitakunai kara” (jap. 失いたくないから)                  | Lance Ebihara    | Mitsuki Shiokawa | 4:18    |
| 4. | „Guruguru Curtain” (jap. ぐるぐるカーテン) (off vocal ver.)    | Katsuhiko Kurosu | Atsushi Yuasa    | 4:05    |
| 5. | „Hidarimune no yūki” (jap. 左胸の勇気) (off vocal ver.)        | Yoshifumi Kōchi  | Hiroshi Sasaki   | 4:55    |
| 6. | „Ushinaitakunai kara” (jap. 失いたくないから) (off vocal ver.) | Lance Ebihara    | Mitsuki Shiokawa | 4:18    |

| DVD | DVD                                                                                   | DVD     |
| Nr  | Tytuł utworu                                                                          | Długość |
| --- | ------------------------------------------------------------------------------------- | ------- |
| 1.  | „Guruguru Curtain -MUSIC VIDEO-” (jap. ぐるぐるカーテン -MUSIC VIDEO-)                | 4:14    |
| 2.  | „Ushinaitakunai kara -MUSIC VIDEO-” (jap. 失いたくないから -MUSIC VIDEO-)             | 5:08    |
| 3.  | „Andō Mikumo x Kameyama Kōryō, Kuroyanagi Keisuke” (jap. 安藤美雲×亀山公亮・畔柳恵輔) | 5:03    |
| 4.  | „Ikuta Erika x Hirakawa Yūichirō” (jap. 生田絵梨花×平川雄一朗)                        | 5:02    |
| 5.  | „Ichiki Rena x Shiraishi Tatsuya” (jap. 市來玲奈×白石達也)                            | 4:29    |
| 6.  | „Itō Marika x Yanagisawa Show” (jap. 伊藤万理華×柳沢翔)                               | 5:46    |
| 7.  | „Saitō Yūri x Uchida Shin'ya” (jap. 斉藤優里×内田伸哉)                                | 5:39    |
| 8.  | „Sakurai Reika x Morita Ippei” (jap. 桜井玲香×森田一平)                               | 2:55    |
| 9.  | „Shiraishi Mai x Nara Yūya” (jap. 白石麻衣×奈良裕也)                                  | 3:34    |
| 10. | „Nakada Kana x Takamatsu Akiko” (jap. 中田花奈×高松明子)                              | 3:45    |
| 11. | „Nōjo Ami x Satō Daisuke” (jap. 能條愛未×佐藤大輔)                                    | 3:50    |
| 12. | „Higuchi Hina x Takahashi Hiroto” (jap. 樋口日奈×高橋洋人)                            | 4:26    |
| 13. | „Hoshino Minami x Aoyama Yuki” (jap. 星野みなみ×青山裕企)                             | 3:49    |

### Edycja regularna
| CD | CD                                                              | CD               | CD             | CD      |
| Nr | Tytuł utworu                                                    | Kompozycja       | Aranżacja      | Długość |
| -- | --------------------------------------------------------------- | ---------------- | -------------- | ------- |
| 1. | „Guruguru Curtain” (jap. ぐるぐるカーテン)                      | Katsuhiko Kurosu | Atsushi Yuasa  | 4:05    |
| 2. | „Hidarimune no yūki” (jap. 白い雲にのって)                      | Yoshifumi Kōchi  | Hiroshi Sasaki | 4:55    |
| 3. | „Shiroi kumo ni notte” (jap. 失いたくないから)                  | Michihiko Ōta    | Michihiko Ōta  | 4:49    |
| 4. | „Guruguru Curtain” (jap. ぐるぐるカーテン) (off vocal ver.)     | Katsuhiko Kurosu | Atsushi Yuasa  | 4:05    |
| 5. | „Hidarimune no yūki” (jap. 左胸の勇気) (off vocal ver.)         | Yoshifumi Kōchi  | Hiroshi Sasaki | 4:55    |
| 6. | „Shiroi kumo ni notte” (jap. 失いたくないから) (off vocal ver.) | Michihiko Ōta    | Michihiko Ōta  | 4:49    |

## Skład zespołu
| „Guruguru Curtain” |
| --- |
| - 1. gen.: Erika Ikuta, Rina Ikoma (środek), Rena Ichiki, Sayuri Inoue, Mahiro Kawamura, Asuka Saitō, Yūri Saitō, Reika Sakurai, Mai Shiraishi, Kazumi Takayama, Kana Nakada, Nanase Nishino, Ami Nōjo, Nanami Hashimoto, Minami Hoshino, Sayuri Matsumura |

| „Hidarimune no yūki” |
| --- |
| - 1. gen.: Mikumo Andō, Nene Itō, Marika Itō, Yumiko Iwase, Misa Etō, Yukina Kashiwa, Hina Kawago, Chiharu Saitō, Himeka Nakamoto, Seira Nagashima, Seira Hatanaka (środek), Mai Fukagawa, Hina Higuchi, Seira Miyazawa, Rina Yamato, Yumi Wakatsuki, Maaya Wada |

| „Nogizaka no uta” |
| --- |
| Piosenka została wykonana przez wszystkie członkinie Nogizaka46 w momencie premiery (poza Manatsu Akimoto). - 1. gen.: Mikumo Andō, Erika Ikuta, Rina Ikoma (środek), Rena Ichiki, Nene Itō, Marika Itō, Sayuri Inoue, Yumiko Iwase, Misa Etō, Yukina Kashiwa, Hina Kawago, Mahiro Kawamura, Asuka Saitō, Chiharu Saitō, Yūri Saitō, Reika Sakurai, Mai Shiraishi, Kazumi Takayama, Seira Nagashima, Kana Nakada, Himeka Nakamoto, Nanase Nishino, Ami Nōjo, Seira Hatanaka, Nanami Hashimoto, Mai Fukagawa, Hina Higuchi, Minami Hoshino, Seira Miyazawa, Sayuri Matsumura, Rina Yamato, Yumi Wakatsuki, Maaya Wada |

| „Aitakatta kamoshirenai” |
| --- |
| - 1. gen.: Erika Ikuta, Rina Ikoma (środek), Rena Ichiki, Nene Itō, Marika Itō, Sayuri Inoue, Misa Etō, Mahiro Kawamura, Asuka Saitō, Yūri Saitō, Reika Sakurai, Mai Shiraishi, Kazumi Takayama, Kana Nakada, Nanase Nishino, Ami Nōjo, Nanami Hashimoto, Minami Hoshino, Seira Miyazawa, Sayuri Matsumura |

| „Ushinaitakunai kara” |
| --- |
| - 1. gen.: Erika Ikuta (środek), Rina Ikoma (środek), Rena Ichiki, Sayuri Inoue, Mahiro Kawamura, Asuka Saitō, Yūri Saitō, Reika Sakurai, Mai Shiraishi, Kazumi Takayama, Seira Nagashima, Kana Nakada, Himeka Nakamoto, Nanase Nishino, Ami Nōjo, Seira Hatanaka, Nanami Hashimoto, Mai Fukagawa, Minami Hoshino, Sayuri Matsumura |

| „Shiroi kumo ni notte” |
| --- |
| - 1. gen.: Mikumo Andō, Erika Ikuta, Rina Ikoma (środek), Rena Ichiki, Sayuri Inoue, Yumiko Iwase, Hina Kawago, Mahiro Kawamura, Asuka Saitō, Chiharu Saitō, Yūri Saitō, Reika Sakurai, Mai Shiraishi, Kazumi Takayama, Kana Nakada, Nanase Nishino, Ami Nōjo, Nanami Hashimoto, Minami Hoshino, Sayuri Matsumura |

## Notowania
| Lista                             | Pozycja |
| --------------------------------- | ------- |
| Oricon Weekly Singles Chart       | 2       |
| Oricon Yearly Singles Chart       | 29      |
| Billboard Japan Hot 100           | 3       |
| Billboard Japan Hot Singles Sales | 2       |